# MTY Food Group
MTY Food Group er en canadisk restaurantkoncern, som driver talrige casualdining-, fastcasual- og quickservicerestauranter under mere end 70 forskellige brands. De har hovedkvarter i Montreal og har i alt 5.500 restauranter. Deres brands inkluderer Thaï Express, Country Style, Groupe Valentine, Vanelli's, Extreme Pita, Cultures, La Crémière, Sushi Shop, Veggirama, Caferama, O'burger, Tiki Ming, Vie & Nam, Au Vieux Duluth Express, FranxSupreme, ChicknChick, Croissant Plus, Koya Japan, Kim Chi, Panini, Tandori, Tutti Frutti, Villa Madina Mediterranean Cuisine, Sukiyaki, Taco Time, Yogen Früz og den canadiske afdeling af TCBY.